# Rozalia Lubomirska
Rozalia Lubomirska (Černobyl', 16 settembre 1768 – Parigi, 29 giugno 1794) è stata una nobildonna polacca, morta ghigliottinata a Parigi durante la Rivoluzione francese.

## Biografia
Nata a Černobyl' come Rozalia Chodkiewicz, era figlia di Jan Mikołaj Chodkiewicz e Maria Ludwika Rzewuska, figlia a sua volta dello scrittore Wacław Rzewuski.
Sposò nel 1787 (all'età di diciannove anni) il Książę (Duca) Aleksander Lubomirski. Un anno più tardi diede alla luce una figlia, Aleksandra.
Nota per la sua bellezza, Rozalia si trasferì in Francia con i suoi figli durante la Rivoluzione, dove venne arrestata e accusata di aver cospirato contro la Rivoluzione e cooperato con i sovrani. Per questo motivo, la duchessa (allora ventiseienne) fu condannata a morte e ghigliottinata nel 1794, sebbene la sua colpevolezza fosse, e rimanga, largamente discussa.
Dopo la morte, Rozalia divenne oggetto di numerose leggende. Dando credito ad una di queste, il suo fantasma si aggirerebbe nel palazzo Lubomirski ad Opole Lubelskie. Lo scrittore Adolf Dygasiński affermò di aver visto il suo spettro.